# Amomum neoaurantiacum
Amomum neoaurantiacum är en enhjärtbladig växtart som beskrevs av T.L.Wu, K.Larsen och Nicholas J. Turland. Amomum neoaurantiacum ingår i släktet Amomum och familjen Zingiberaceae. Inga underarter finns listade i Catalogue of Life.